# Oscar Theodor Auerswald
Oskar Theodor Auerswald (* 14. Oktober 1827 in Ponickau; † 16. September 1903 in Laußnitz) war ein deutscher evangelischer Pfarrer.

## Leben und Werk
Oskar Theodor Auerswald wurde 1827 in Ponickau als Sohn des dortigen Pfarrers August Benjamin Auerswald geboren. Nach dem Besuch des Gymnasiums in Dresden immatrikulierte er sich am 18. Mai 1846 an der Universität Leipzig als Student der Theologie.
Als Student entkam Auerswald gegen Ende der Sächsischen Reichsverfassungskampagne 1849 den preußischen Truppen. Einige seiner Kommilitonen erhielten hohe Strafen wegen Beteiligung in einer aufständischen Vereinigung.
1859 wurde Auerswald Stellvertreter (Substitut) seines Vaters als Pfarrer in Ponickau.  Ab 1862, zwei Jahre nach dem Tod seines Vaters, wirkte er offiziell als Pfarrer der Gemeinde Ponickau.
Sein Sohn Martin wurde 1863 in Ponickau geboren. Im Alter von 49 Jahren wurde Auerswald Vater der Zwillingstöchter Maria und Thekla.
Auerswald sorgte mit Der alte Gott lebt noch!, einer Schilderung über die Vorkommnisse um den Ponickauer Brunnenbau im Dezember 1866, dafür, dass mehr als 150 Jahre später noch davon berichtet wurde, wie die beiden beim Bau verschütteten Männer nach elf Tagen lebend gerettet werden konnten.

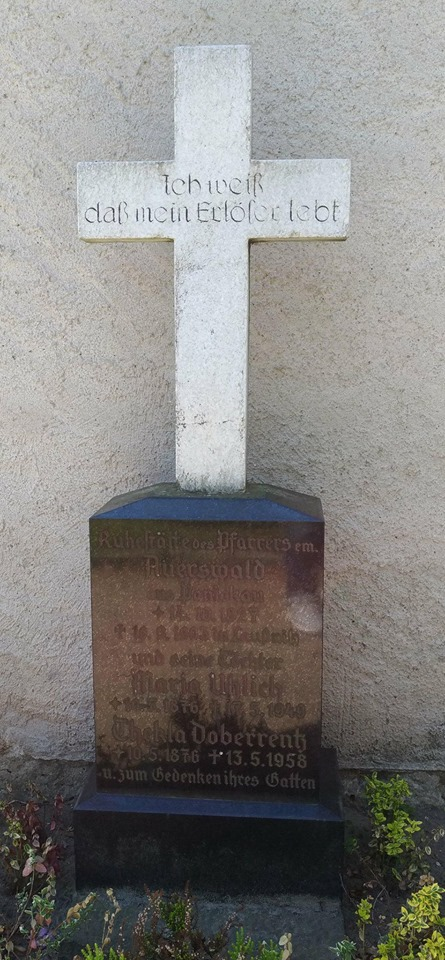
Auf dem Gedenkstein an der Hospitalkirche Königsbrück sind ebenfalls Auerswalds zwei Töchter genannt.

1901 lebte Auerswald in Laußnitz, wo er am 16. September 1903 starb. Während seiner Zeit in Laußnitz verfasste er den Rückblick 25 Jahre Konferenzarbeit über die Chemnitzer Konferenz, einer Vereinigung sächsischer Geistlicher mit neulutherischer Prägung.

## Schriften
- Der ernste Grund und der Segen des Missionswerks. Verlag des Missions-Hilfsvereins Schwiebus 26. Juni 1860.[1]
- Der alte Gott lebt noch! Selbstverlag, Dresden Naumann, 1866.[1]
- 25 Jahre Konferenzarbeit. Leipzig; 1901.[9]